# Godfried IV van Anjou
Godfried IV Martel van Anjou (circa 1073 - Candé, 19 mei 1106) was van 1103 tot 1106 medegraaf van Anjou. Hij behoorde tot het huis Anjou.

## Levensloop
Godfried IV was de oudste zoon van graaf Fulco IV van Anjou uit diens tweede huwelijk met Ermengarde, dochter van heer Archimbald IV van Bourbon.
Hij nam deel aan opstanden van de Angevijnse adel tegen zijn impopulaire vader. Godfried werd daarbij ondersteund door de met hem bevriende graaf Eli I van Maine, die de steun van Godfried had gekregen in de strijd tegen de Normandiërs. In 1103 nam hij Angers in en dwong hij zijn vader om hem te laten delen in de macht.
In mei 1106 stierf Godfried IV bij de belegering van een opstandige burcht in Candé, nadat hij door een vergiftigde pijl werd getroffen. Hij was gehuwd met Ermengarde, de dochter en erfgename van graaf Eli I van Maine. Zij zou later hertrouwen met Godfrieds halfbroer Fulco de Jongere.
- Gemeinsame Normdatei: 10094230X
- Virtual International Authority File: 122114805